# 尼康

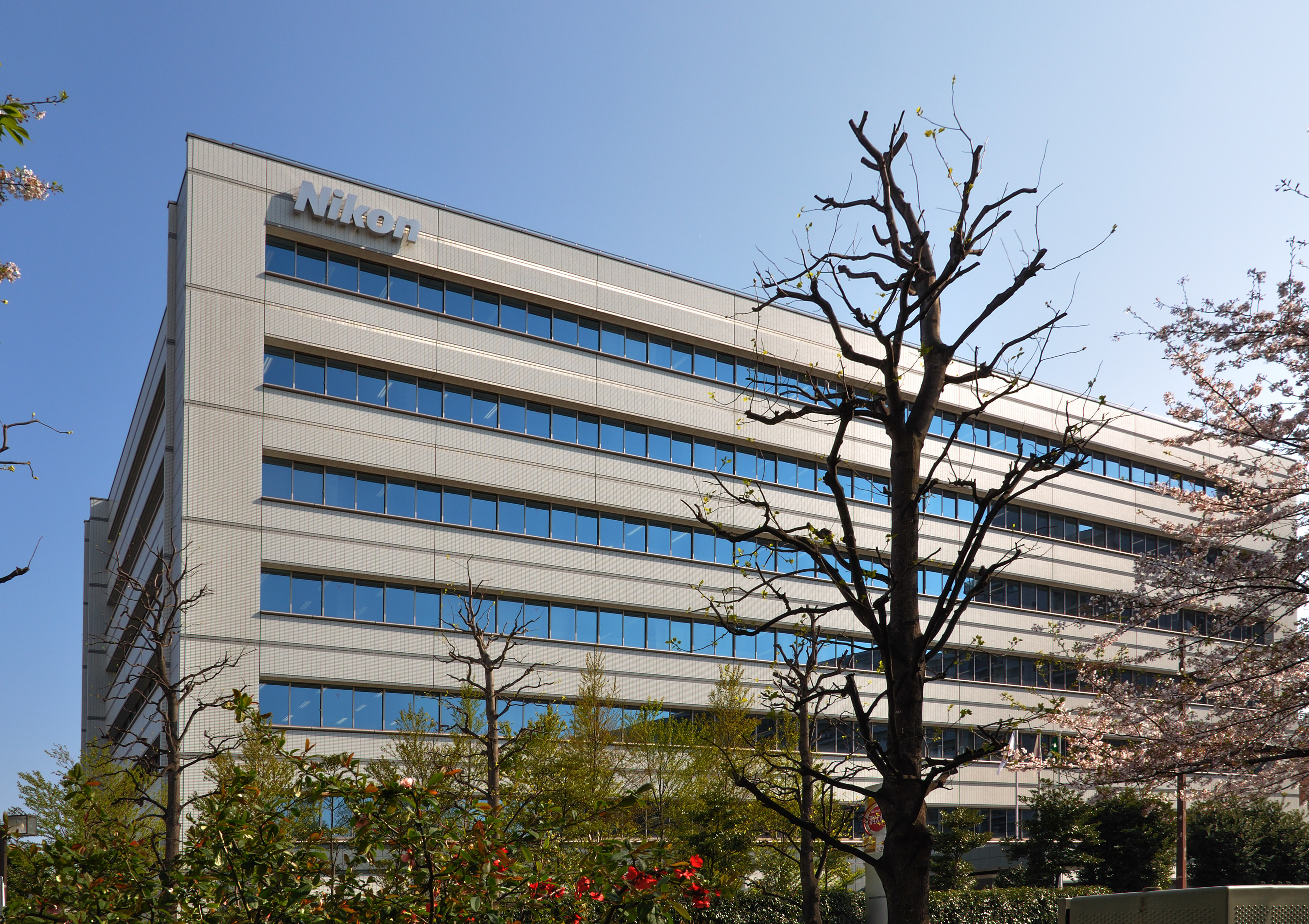
尼康大井制作所

尼康株式會社（日語：株式会社ニコン），是一家日本大型光學儀器製造商，也是三菱集团的關係企业之一。「Nikon」此企業名稱，為原始之商號「日本光學工業」（NIPPON KOGAKU K.K.）各取前段日文發音的略縮語。
尼康一直致力于光学和影像产品的研究开发，其产品包括照相机、相机镜头、集成电路制造设备、液晶制造设备、望远镜、显微镜、投影機、眼鏡和测量仪器。到2013年3月为止，公司共有24,047名雇员。公司总部、相机相关业务与服务中心位于日本东京品川区西大井。

## 簡介

### 公司名稱
尼康创建于1917年，当时原名日本光學工業株式會社（日本光学工業株式会社）。1988年该公司根據旗下暢銷照相机品牌「尼康」（Nikon），更改為目前名稱。「尼康」這名称，是日本光学于1946年为配合當時新上市的眼鏡鏡片產品系列Pointar（ポインタール）而开始使用的，主要是取“日本光学”的日文罗马字母拼音「Nippon Kōgaku」之字首縮寫。

## 歷史
日本軍方在二十世紀初使用的光學設備都要購自歐美國家，尤其是向德國購入，因為光學器材對觀測和瞄準極為重要，直接影響情報收集及射擊精確度，所以日本軍方希望光學設備和器材可在國內生產，避免日後和歐美國家交惡後受到牽制。為響應日本政府希望光學器材國產化，時任三菱集團社長岩崎小彌太於1917年出資成立日本光學工業公司，成為三菱集團的關係企業，尼康之名也就是「日本光學」的日語拼音。
從1932年起，尼康將旗下的鏡頭產品以Nikkor為品牌，成為著名的尼克爾鏡頭。尼康在成立後即成為日本的主要軍工企業，為帝國海軍及陸軍生过战斗机和轰炸机的瞄准具、軍艦的測距儀、潜艇的潜望镜等军工产品。日本戰敗後，三菱財閥被美國為首的盟軍政府肢解分拆，尼康改為主力生產望遠鏡、顯微鏡、投影機、眼鏡鏡片等民用產品。
因為尼康的光學技術精良，戰後的尼康仍然是世界的軍用光學器材生產商，尼康的光學瞄準具广泛被使用在日本及美国的、军舰和航空太空领域。在朝鲜战场上，交战双方中国人民志愿军和联合国军均在使用由尼康生产的火炮测距仪和望远镜。由于尼康对日本光学工作的巨大贡献，位於西大井的尼康相機部門門前的马路，被命名为「光學大街」（光学通り）。
尼康的業務隨著日本戰後經濟的復興而高速發展，由於日本國民收入在1960年代後快速增長，居民消費的能力明顯增加，加上日本人對攝影的愛好，都大幅帶動尼康的相機業務。到1980年代，尼康與佳能、賓得士成為日本三大攝影器材供應商，同時成功打入國際市場，在專業攝影佔有重要席位，成為世界上相機的領導性生產商之一。數碼攝影在2000年後的興起，對傳統攝影市場帶來衝擊，具有先進電子技術的廠家如索尼和三星電子開始跨入攝影市場，加劇攝影器材市場的競爭，尼康憑多年累積的光學技術及專業品牌優勢，成功轉型為數碼攝影器材的主要供應商，仍能與佳能瓜分攝影器材的市場。
部分相機生產商如松下及奧林巴斯在單反相機不敵尼康及佳能後，於是發展較單反輕巧的微單相機切入可換鏡頭數碼相機市場並取得先機，尼康雖然發展Nikon 1系列微單相機迎戰，但限於失去先機及規格限制而未能成功。智能手機的發展及手機拍攝質素的改善，在2010年後開始尼康的卡片相機業務造成嚴重衝擊，尼康在中國無錫的大型相機廠因產量持續縮減而被關閉。由於專業應用以外的相機市場有被智能手機取代趨勢，尼康在2017年計劃將業務重心逐漸轉移往半導體生產設備及醫療器材的發展。

### 歷史年表

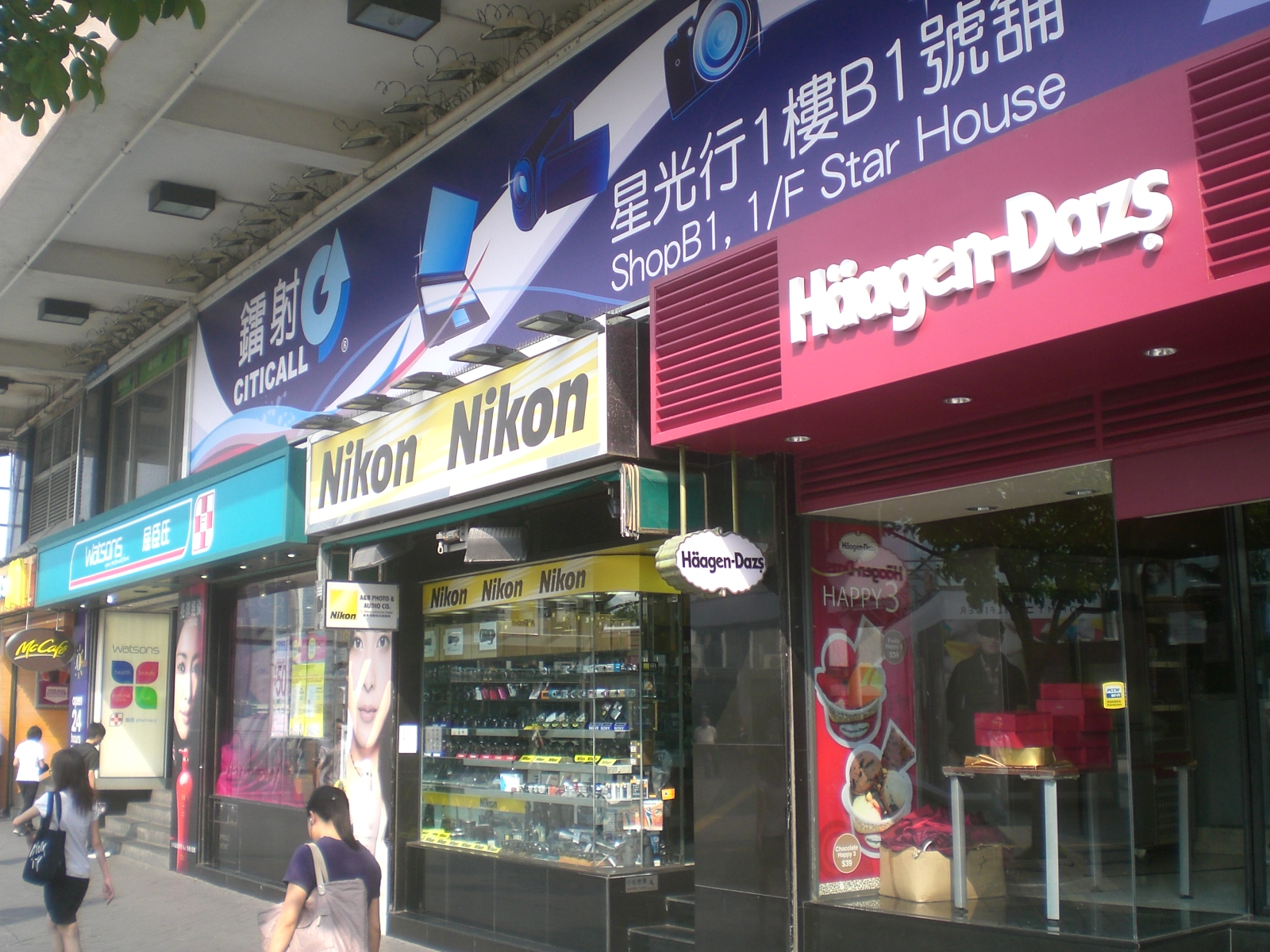
香港尖沙咀 梳士巴利道分店

- 1917年，为了响应日本政府提倡军用光学仪器国产化的目標，东京测量仪器製造厂（東京計器製作所）的光學部門與岩城玻璃製造厂（岩城硝子製造所）的反射鏡部門，在三菱集團（當時還稱為）社長岩崎小彌太的出資支持下整合，設立了日本光學工業股份公司（日本光學工業株式會社），並在稍後合併了藤井镜片製造厂（藤井レンズ製造所）。
- 1932年正式采用「Nikkor」（尼克尔）为相机镜头品牌。
- 1945年转为主要制造相机、微显镜、望远镜、测量仪器、量度仪器以及眼镜镜片。
- 1946年「POINTAR」眼镜镜片正式推出市场。
  - 35mm相机正式采用Nikon为品牌。
- 1959年尼康首部35mm（35型）单反相机尼康F（The Nikon F）面世并推出尼康F卡口。
- 1966年Photoslit Lamp显微镜面世。
- 1980年尼康F3單镜反光相機面世。
  - 应用于天文学的藝康10厘米反射赤道望远镜面世。
  - 尼康单反相机被应用于美国太空总署（NASA）的太空船计划。
- 1982年尼康精機（Nikon Precision Inc.）在美国成立。
  - OPTISTATION IC wafer检查系统面世。
  - 尼康全手动单反相机FM2推出市场。
- 2001年2月5日推出新型的MF SLR——FM3a 替代FM2
- 2005年6月22日「尼康映像仪器销售（中国）有限公司」在上海成立
- 2006年1月11日在尼康英國的官方網站上公告說，將停產除F6以外絕大部分使用底片的相機，以更專注投入数码攝影領域，退出傳統相機市場。但並未詳細說明何時正式停產。
- 2010年8月下旬，成立尼康香港控股有限公司（Nikon Holdings Hong Kong Limited） ，並以香港作為中國及亞洲地區的總部。
- 2017年10月30日，尼康召开董事会，决议停止子公司尼康光学仪器（中国）有限公司（Nikon Imaging（China） Co., Ltd.）的经营。[5]

### 主要股東
尼康在东京股票交易所掛牌編號7731，在2012年9月時其主要的持股股東包括：
- 日本信託服務信託銀行（日本トラスティ・サービス信託銀行）：持股8.49%
- 日本Master Trust信託銀行（日本マスタートラスト信託銀行）：持股7.27%
- JP摩根大通（JP Morgan Chase & Co.）：持股5.68%
- 明治安田生命保險：持股5.19%
- 美國道富銀行（State Street Bank and Trust Company）：持股4.89%
- 東京海上日動火災保險：持股2.03%
- 日本生命保險：持股1.99%
- SSBT OD05綜合帳戶協議基金（SSBT OD05 Omnibus Account Treaty Clients）：持股1.93%
- 三菱東京UFJ銀行：持股1.86%
- 常陽銀行：持股1.71%

## 產品

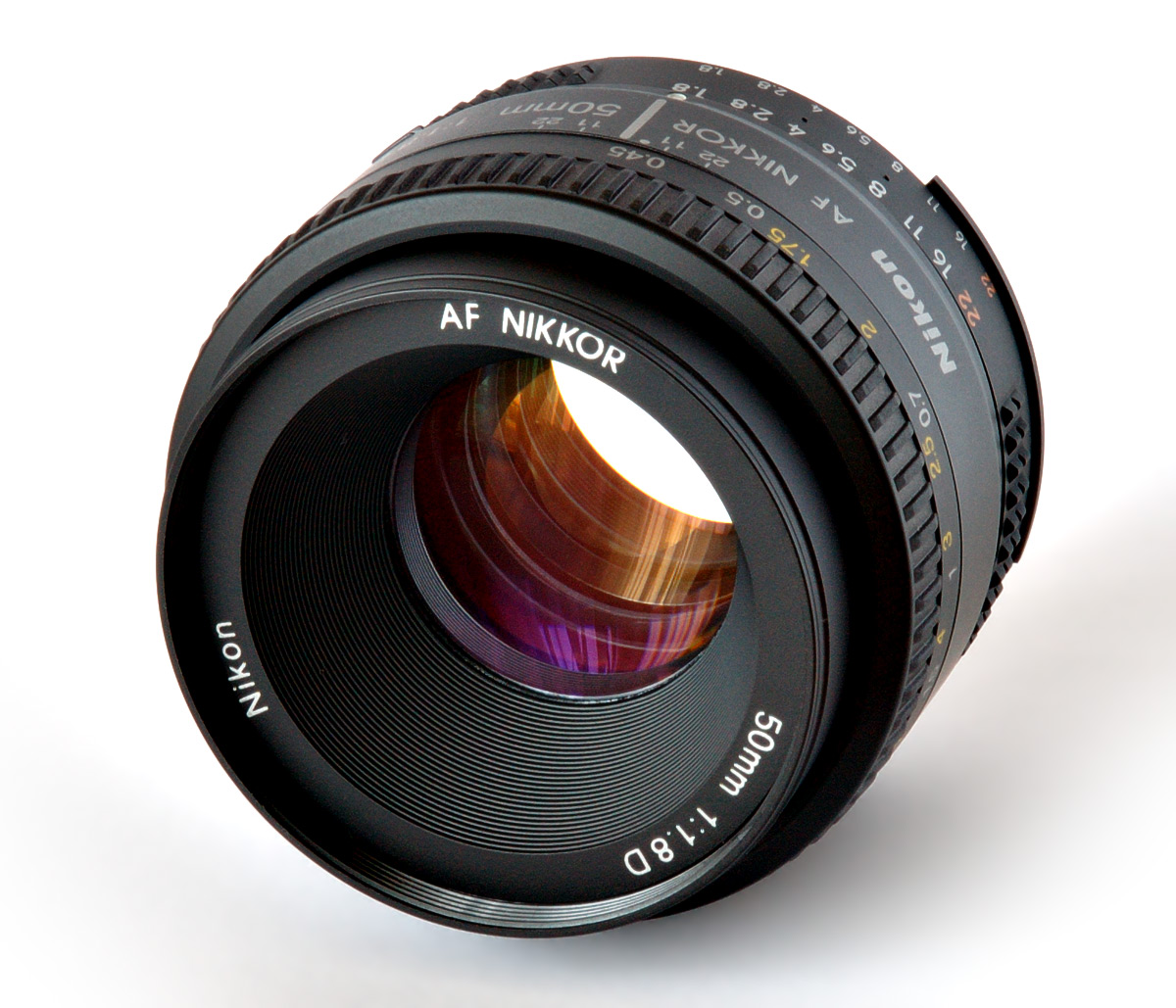
尼康尼克尔50mm/1.8D镜头

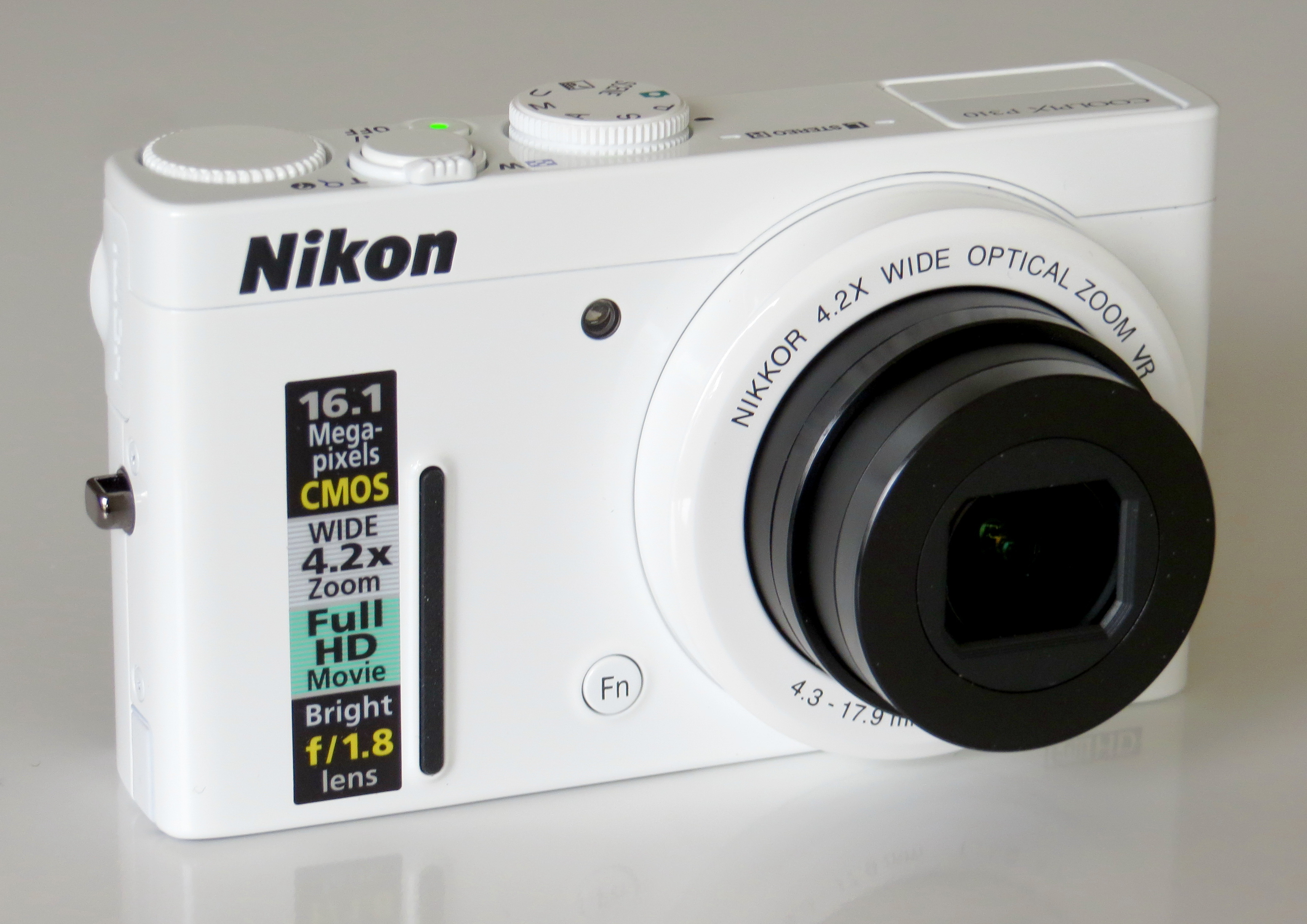
Nikon Coolpix P310

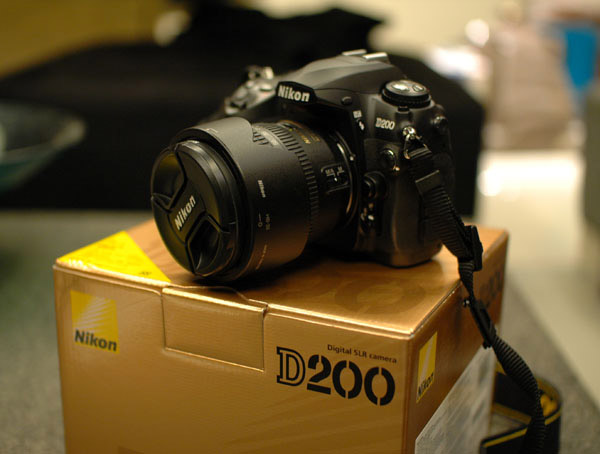
Nikon D200

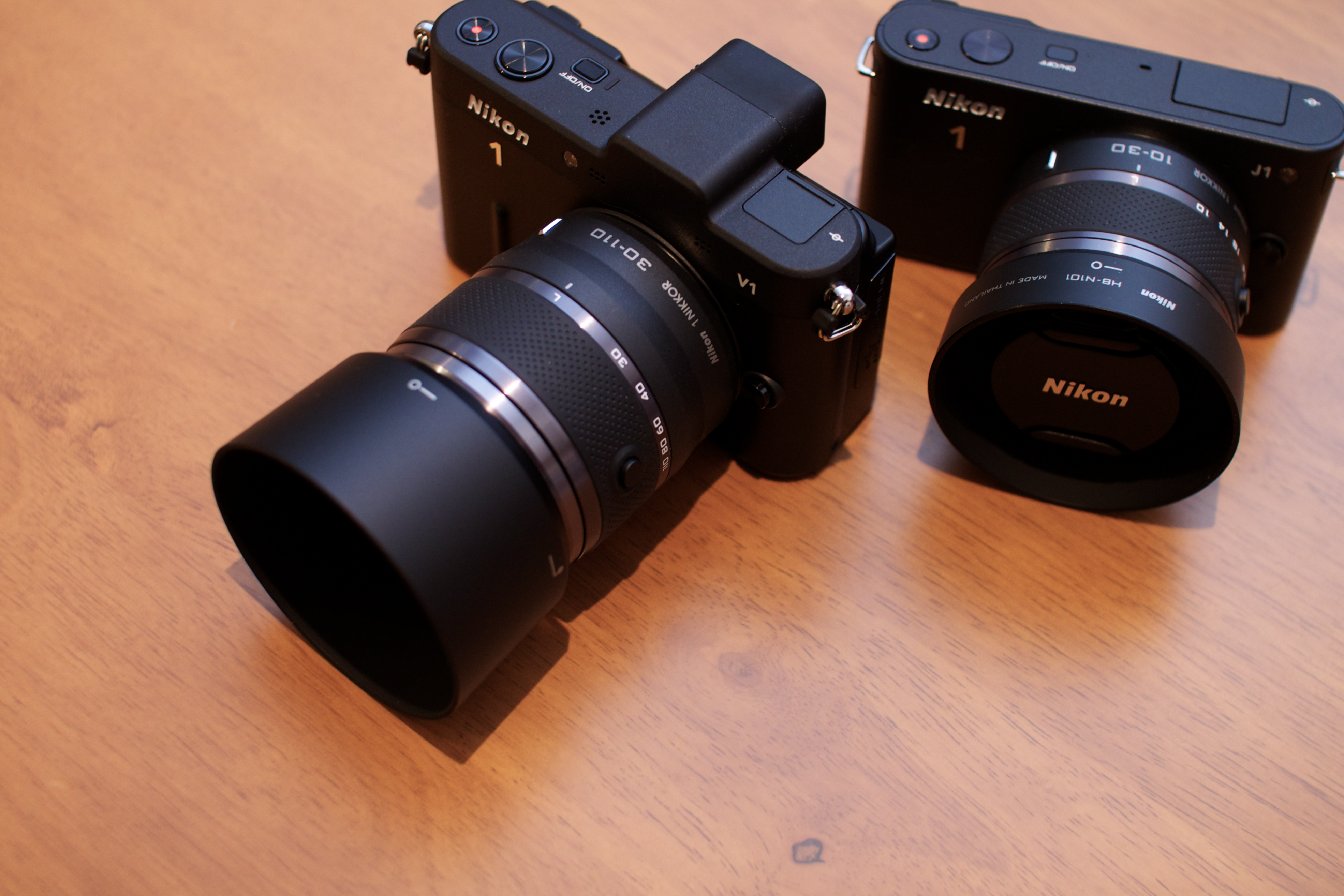
Nikon 1 V1、J1

尼康其众多的著名相机产品中，最主要的有尼克尔镜头系列，消费性数码相机Coolpix系列以及单镜头反光相机系列等。

### 胶片相机
- 菲林旁軸相機系列
  - Nikon I （页面存档备份，存于）
  - Nikon M （页面存档备份，存于）
  - Nikon S （页面存档备份，存于）
  - Nikon S2 （页面存档备份，存于）
  - Nikon S3 （页面存档备份，存于）
  - Nikon S3M （页面存档备份，存于）
  - Nikon S4 （页面存档备份，存于）
  - Nikon SP （页面存档备份，存于）
- 胶片单镜头反光相机（单反相机）系列
  - Nikkormat系列（在日本市場命名为Nikomat系列）
  - Nikkorex系列
  - 尼康旗艦系列
    - 尼康F （页面存档备份，存于）
    - 尼康F Photomic （页面存档备份，存于）
    - 尼康F Photomic T （页面存档备份，存于）
    - 尼康F2
    - 尼康F2A
    - 尼康F2S
    - 尼康F2AS
    - 尼康F3
    - 尼康F3/T
    - 尼康F3HP
    - 尼康F3P
    - 尼康F3H
    - 尼康F3AF
    - 尼康F4
    - 尼康F4S
    - 尼康F4E
    - 尼康F5
    - 尼康F6

  - 尼康FA
  - 尼康FG系列
    - 尼康FG
    - 尼康FG-20

  - 尼康EM
  - 尼康FE系列
    - 尼康FE
    - 尼康FE2
    - 尼康FE10

  - 尼康FM系列
    - 尼康FM
    - 尼康FM2
    - 尼康FM3A
    - 尼康FM10

  - 尼康F301（北美市場命名为N2000）
  - 尼康F501（北美市場命名为N2020）
  - 尼康F401（北美市場命名为N4004）
  - 尼康F601（北美市場命名为N6006）
  - 尼康F601M（北美市場命名为N6000）
  - 尼康F801（北美市場命名为N8008）
  - 尼康F801s（北美市場命名为N8008s）
  - 尼康F50
  - 尼康F55
  - 尼康F60
  - 尼康F65
  - 尼康F70
  - 尼康F75
  - 尼康F80（北美市場命名为N80）
  - 尼康F90
  - 尼康F90x（北美市場命名为N90s）
  - 尼康F100

### 數碼相機
- 輕便數碼相機
  - Coolpix系列
    - A系列
    - Performance系列
    - Style系列
    - Life系列
    - All Weather系列
- 数码单镜头反光相机（单反相机）
  - 1999年：尼康D1
  - 2001年：尼康D1X，尼康D1H
  - 2002年：尼康D100
  - 2003年：尼康D2H
  - 2004年：尼康D70
  - 2005年：尼康D2X，尼康D2Hs，尼康D70s，尼康D50，尼康D200
  - 2006年：尼康D2Xs，尼康D80，尼康D40
  - 2007年：尼康D40x，尼康D300，尼康D3
  - 2008年：尼康D60，尼康D700，尼康D90，尼康D3X
  - 2009年：尼康D5000，尼康D3000，尼康 D300s，尼康D3s
  - 2010年：尼康D3100，尼康D7000
  - 2011年：尼康D5100
  - 2012年：尼康D4，尼康D800，尼康D800E，尼康D3200，尼康D600
  - 2013年：尼康D7100，尼康D5200，尼康D610，尼康D5300，尼康Df
  - 2014年：尼康D3300，尼康D4S，尼康D810，尼康D750
  - 2015年：尼康D5500，尼康D810A，尼康D7200
  - 2016年：尼康D500，尼康D5 ，尼康D5600，尼康D3400
  - 2017年 : 尼康D7500 , 尼康D850
  - 2018年：尼康D3500
  - 2020年：尼康D780，尼康D6
- 无反光镜数码相机（无反相机）
  - 1系列（英语：Nikon 1 series）
    - 2011年：尼康1 V1，尼康1 J1
    - 2012年：尼康1 J2，尼康1 V2
    - 2013年：尼康1 J3，尼康1 S1
    - 2014年：尼康1 V3，尼康1 J4
    - 2015年：尼康1 J5

  - 尼康Z系列
    - 2018年：尼康Z7，尼康Z6
    - 2019年：尼康Z50
    - 2020年：尼康Z5，尼康Z7ll，尼康Z6ll
    - 2021年：尼康Z fc，尼康Z9
    - 2022年：尼康Z30
    - 2023年：尼康Z8，尼康Zf
    - 2024年：尼康Z6III，尼康Z50II
    - 2025年：尼康Z5II

### 镜头
尼康的鏡頭產品以Nikkor（尼克爾）為品牌，命名原則，鏡頭的機種名稱中已經包含了相關的規格數據，與對焦型式、焦段分佈、最大光圈值及其他相關功能的標示。
- 尼克爾鏡頭
  - 尼康相機鏡頭系列
    - 尼康1接環系列
    - 尼康F接環系列
    - 尼康Z接環系列

### 閃光燈
- Speedlight系列

## 直属工厂
- 大井製作所
- 熊谷製作所
- 橫濱製作所
- 水戶製作所
- 相模原製作所
- 橫須賀製作所

## 子公司

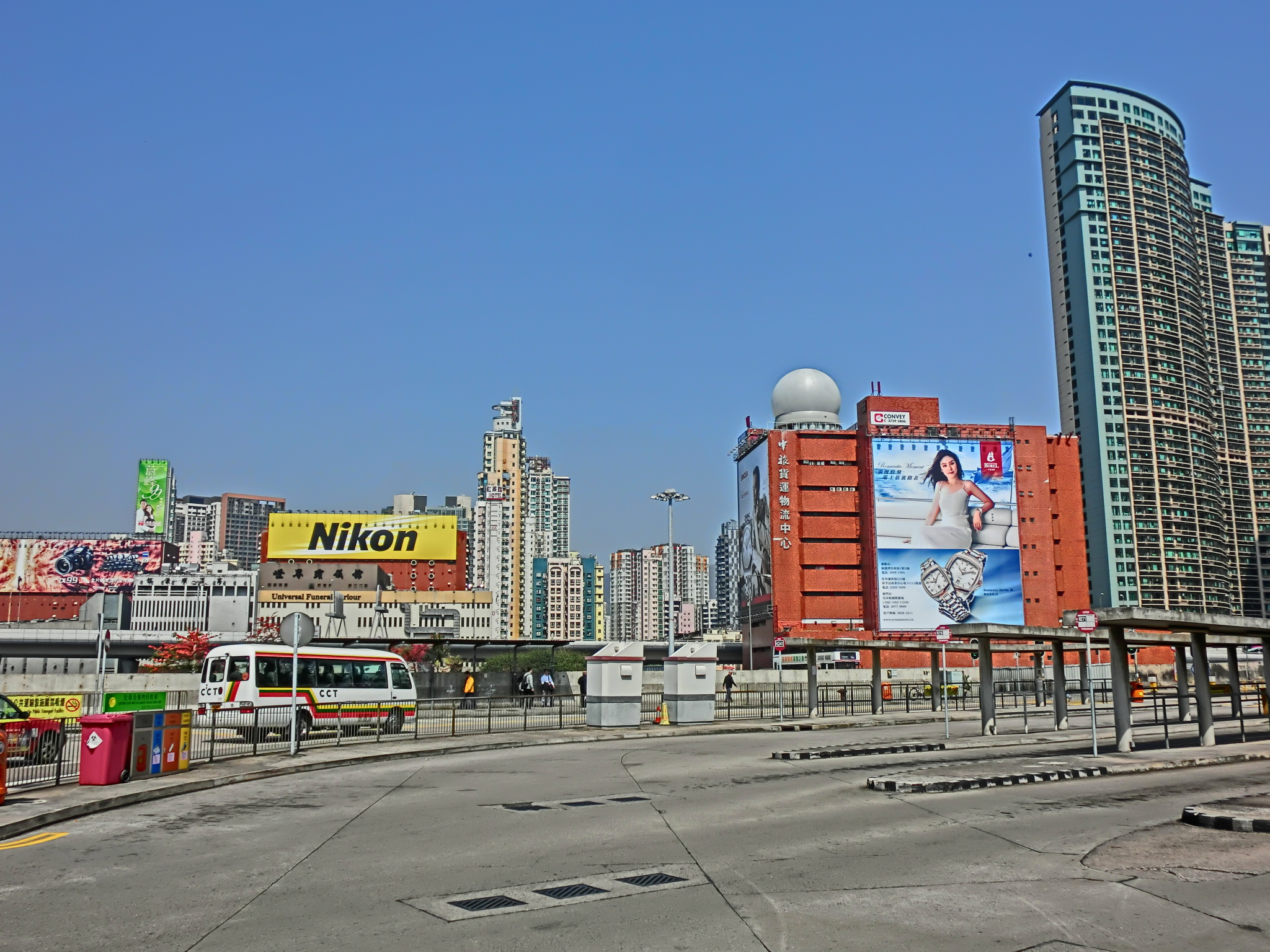
尼康在香港的廣告

- 水戶尼康：手动对焦35mm照相机，FM系列
- 枥木尼康：各类照相机镜头，半导体晶原制造设备及其镜头
- 仙台尼康：自动对焦35mm照相机，包含F系列與D系列高档照相机
- 藏王尼康：半导体制造设备的部件
- 那须尼康：眼镜镜架
- 爱知尼康：眼镜镜架
- 黒羽尼康：显微镜、半导体制造设备对物镜头
- 尼康技術（ニコンテック）：半导体制造设备维护，旧设备处理贩卖
- 尼康系統（ニコンシステム）：计算机软件开发，支援
- 尼康相機販售（ニコンカメラ販売）：尼康照相机贩卖
- 光硝子光學（光ガラス）：光学玻璃
- 尼康眼鏡（ニコンメガネ）：眼镜架
- 加拿大尼康光學（Nikon Optical Canada Inc）
- 英國尼康光學（Nikon Optical UK Limited.）
- 美國尼康光學（Nikon Optical USA Inc.）
- 尼康映像仪器销售（中国）有限公司
- 尼康映像中国（无锡）：Coolpix系列照相机
- 尼康映像泰国：D系列中低档照相机，及相关镜头

## 負面事件
2014年3月15日，中国中央电视台315晚会报道了中国大陆用户使用尼康D600相机拍照发现，照片左上角出现了一些黑点。而尼康客户服务中心工作人员表示，由于近期中国大陆出现了雾霾天气，导致此问题时常出现，并一直将此问题推责到雾霾问题上。而一些用户去到尼康中国总部，但工作人员坚称尼康D600相机没有任何问题。
由于此问题，不少用户把相机拿给尼康客户服务中心清洗过，少則两次，多則六次。但尼康以清灰不算修理为由，拒绝用户们的退换货要求（按照国家三包规定，数码照相机在保修期内出现性能故障，经两次修理，仍不能正常使用的，可以要求退换货）。不仅如此，尼康的解释是“清灰不算修理，更换叫预防性更换”，使不少用户对尼康公司失去了信任。而欧美国家也遇到了同样的问题。此外2014年2月26日，尼康发布了声明，对发生黑点现象但已超出保修期的尼康D600，将免费为用户提供相应的服务，但尼康并没有提出黑点问题的原因。
事件曝光后，上海工商部门连夜部署调查尼康在上海的中国总公司。而尼康中国也回应了晚会曝光的问题。
2016年11月，該公司由於受半導體設備和數碼相機業務，分別虧損和正在萎縮中，因此未來2至3年內進行裁減為約1000人。
2017年10月，由於數碼相機業務持續萎縮，尼康宣佈關閉位於中國無錫的工廠。